# Merion (Schiff)
Die Merion war ein 1902 in Dienst gestelltes Passagierschiff der US-amerikanischen Reederei American Line, das für den transatlantischen Passagier- und Postverkehr zwischen Europa und den USA gebaut wurde. Die Merion wurde im Ersten Weltkrieg als Schlachtkreuzerattrappe eingesetzt, bis sie am 31. Mai 1915 im Ägäischen Meer von einem deutschen U-Boot versenkt wurde.

## Das Schiff
Das 11.621 Bruttoregistertonnen große Dampfschiff wurde auf der Werft John Brown & Company in Clydebank bei Glasgow gebaut und lief dort am 26. November 1901 vom Stapel. Das 161,69 Meter lange und 18,04 Meter breite Schiff hatte vier Masten, einen Schornstein und zwei Propeller. Es wurde mit zwei Dreifachexpansions-Dampfmaschinen der Bauwerft angetrieben, die 5.000 PSi leisteten und eine Geschwindigkeit von 14 Knoten ermöglichten. Die Passagierunterkünfte waren für 150 Reisende der Zweiten und 1.700 der Dritten Klasse ausgelegt.
Die Merion und ihr bereits 1901 in Dienst gestelltes Schwesterschiff Haverford (11.645 BRT) wurden für die in Philadelphia sitzende American Line gebaut. Am 8. März 1902 lief die Merion gechartert von der Dominion Line zu ihrer Jungfernfahrt von Liverpool nach Boston aus. Die Dominion Line gehörte wie auch die American Line zum Dachverband der International Mercantile Marine Company. Am 5. März 1903 legte sie zu ihrer elften und letzten Fahrt auf dieser Route für die Dominion Line ab. Am 30. März 1903 wurde die Merion vor Tuskar Rock an der Küste der irischen Grafschaft Wexford in einer Kollision mit dem Dampfer Clan Grant der britischen Clan Line beschädigt.
Im April 1903 unternahm das Schiff dann seine erste Fahrt für die American  Line von Liverpool nach Philadelphia. Am 16. November 1907 absolvierte die Merion eine Überfahrt von Antwerpen nach New York für die Red Star Line. Am 24. Dezember 1912 kollidierte sie vor der Küste von Delaware mit einem Tanker. Dabei wurden zwei Abteilungen im Schiffsrumpf geflutet, aber das Schiff schaffte es aus eigener Kraft zurück nach Philadelphia, wo Passagiere und Fracht entladen wurden.
Am 31. Oktober 1914 begann ihre letzte Fahrt in Friedenszeiten von Liverpool nach Philadelphia. Anschließend wurde sie in den Dienst der britischen Admiralität gestellt und wurde Teil eines Programms, in dessen Rahmen Handelsschiffe so umgebaut wurden, dass sie Kriegsschiffen der Royal Navy glichen. Die Merion wurde dabei der Silhouette des Schlachtkreuzer Tiger angeglichen und mit hölzernen Geschützattrappen ausgestattet. Zudem wurde sie mit Zement und Steinen massiv überladen, damit sie tief im Wasser lag und damit dem Profil der echten Tiger entsprach. Sie wurde aber auch mit echten Kanonen ausgerüstet, was dazu führte, dass der deutsche Konsul in Philadelphia Protest einlegte, als die Merion mit dieser Bewaffnung in Philadelphia anlegte. Die zu diesem Zeitpunkt noch neutralen USA wiesen an, dass die Merion erst nach Demontage der Bewaffnung auslaufen durfte. Als sie am 5. September 1914 den Hafen von Philadelphia verließ, waren die Kanonen daher unter Deck verstaut.
Die Merion versah ihren Dienst fortan im Mittelmeer. Am 29. Mai 1915 ließ das deutsche U-Boot UB 8 (Kapitänleutnant Ernst von Voigt) in der Ägäis nacheinander fünf Konvois unbehelligt passieren, bevor es die Merion torpedierte. Trotz der Überladung sank sie aber erst am 31. Mai. Es sind keine Berichte über Todesopfer bekannt.